# Galaretówka chrząstkowata
Galaretówka chrząstkowata (Gelidium cartilagineum) – krasnorost wywodzący się z terenów Ameryki Północnej. 
Plecha osiadła pierzasto rozgałęziona, długości do 25 cm, w kolorze czerwonym.
Z plechy otrzymuje się agar-agar.